# Zearchaea fiordensis
Espèce
Zearchaea fiordensis est une espèce d'araignées aranéomorphes de la famille des Mecysmaucheniidae.

## Distribution
Cette espèce est endémique  de Nouvelle-Zélande.

## Description
Zearchaea fiordensis compte huit yeux.

## Publication originale
- Forster, 1955 : Spiders of the family Archaeidae from Australia and New Zealand. Transactions and Proceedings of the Royal Society of New Zealand, vol. 83, no 2, p. 391-403 (texte intégral).